# Austrochthonius bolivianus
Espèce
Austrochthonius bolivianus est une espèce de pseudoscorpions de la famille des Chthoniidae.

## Distribution
Cette espèce se rencontre en Bolivie et au Brésil.

## Étymologie
Son nom d'espèce lui a été donné en référence au lieu de sa découverte, la Bolivie.

## Publication originale
- Beier, 1930 : Die Pseudoskorpione des Wiener Naturhistorischen Museums. III. Annalen des Naturhistorischen Museums in Wien, vol. 44, p. 199-222.